# Carl Laemmle jr.

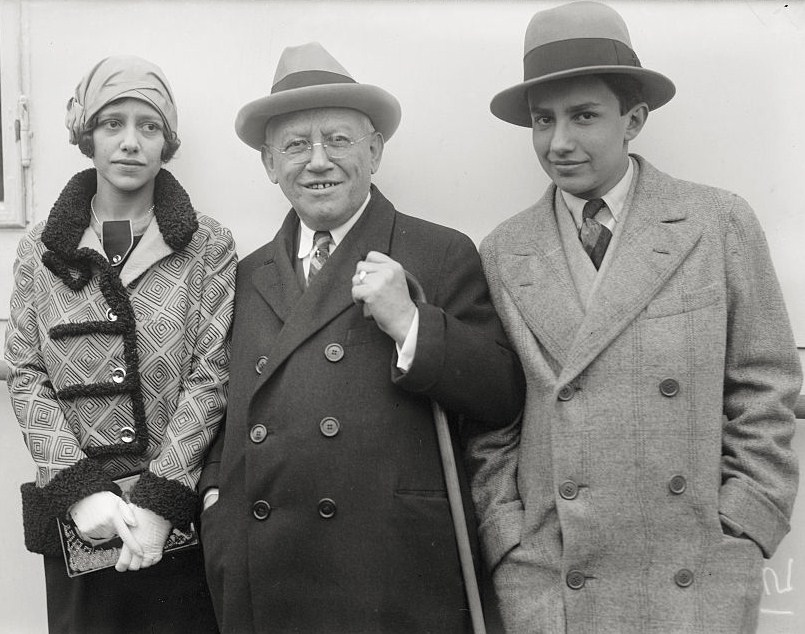
Carl Laemmle jr. met zijn vader en zus

Carl Laemmle jr. (Chicago, 28 april 1908 - Los Angeles, 24 september 1979) was een Amerikaans filmproducent en zakenman.

## Biografie
Laemmle jr. werd geboren in 1908 als zoon van Carl Laemmle en Recha Stern. In 1919 stierf zijn moeder. Zijn vader was de oprichter van Universal Studios. Laemmle jr. volgde zijn vader in 1928 op als sterke man bij Universal. Laemmle was op dat moment slechts 20 jaar oud. De bekendste films die hij produceerde waren All Quiet on the Western Front (1930), Waterloo Bridge (1931), Dracula (1931), Frankenstein (1931), Bride of Frankenstein (1935) en Show Boat (1936). Door financiële problemen diende hij zijn functie bij Universal te verlaten in 1936. 
De vader van Laemmle overleed in 1939. Laemmle jr. zou zijn verdere leven in de anonimiteit doorbrengen. Hij overleed in 1979 op 71-jarige leeftijd, exact 40 jaar na zijn vader.